# Hugh Molyneux (7e comte de Sefton)
Hugh William Osbert Molyneux, 7e comte de Sefton (22 décembre 1898 - 13 avril 1972) est le dernier comte de Sefton. Ses sièges familiaux sont Croxteth Hall et Abbeystead House dans le Lancashire ; il possède également la forêt de Wyresdale, un domaine dans la forêt de Bowland, et Grosvenor Cottage, une propriété de Culross Street, Mayfair, Londres.
Son grand-père, William Molyneux (2e comte de Sefton), a fondé la Waterloo Cup et le Grand National.

## Jeunesse

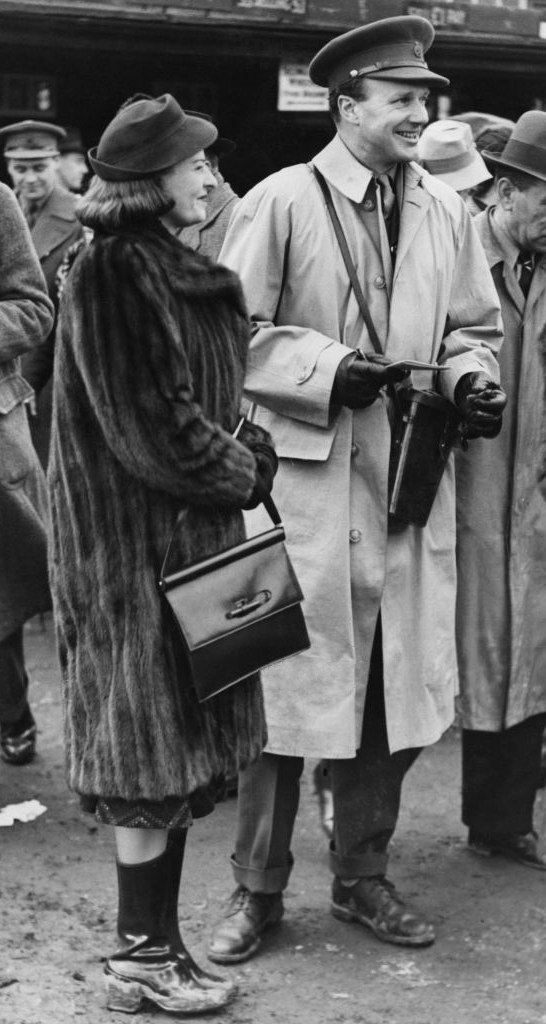
Hugh Molyneux, 7e comte de Sefton, avec la mondaine américaine Josephine Armstrong (1903-1980) à l' hippodrome de Plumpton en 1940. Ils se sont mariés en 1941.

Molyneux est le fils aîné d'Osbert Molyneux (6e comte de Sefton) (1871–1930). Il a un frère cadet, Cecil, et une sœur Evelyn. Il fait ses études à la West Downs School, à la Harrow School et au Royal Military College de Sandhurst. Pendant la Première Guerre mondiale, il sert comme officier dans la Royal Horse Guards en France et en Belgique.
Après avoir poursuivi une carrière militaire, il est nommé aide de camp du gouverneur général du Canada (1919), du vice-roi des Indes, Lord-in-waiting du roi (1936-1937) et lord-maire de Liverpool (1944–45). Passionné de sport, il possède des chevaux de course, dont Medoc II (FR) qui remporte la Cheltenham Gold Cup en 1942, Sainte-Lucie qui remporte les Coronation Stakes de 1958 et Irish Lizard qui termine deux fois troisième du Grand National, en 1953 et 1954.
Molyneux est également président des stewards du British Jockey Club.

## Vie privée
En 1941, Molyneux épouse Josephine Gwynne Armstrong (1903-1980), fille de George Armstrong de Virginie, États-Unis. Il est un ami de longue date du duc de Windsor (il a été Lord-in-waiting lorsqu'il régnait en 1936) et sa femme est une bonne amie de la duchesse de Windsor.
Molyneux est décédé le 13 avril 1972. À sa mort, le comté s'éteint car il n'a pas d'héritiers vivants. Son frère de 16 ans, Cecil est mort à bord du HMS Lion à la bataille du Jutland en 1916 et sa sœur de 14 ans un an plus tard. Le siège de la famille à Croxteth Hall passe au conseil municipal de Liverpool.
À la mort de sa veuve en 1980, Abbeystead et le domaine forestier de Wyresdale sont vendus au duc de Westminster.